# All Night Long (альбом)
| Совокупная оценка    | Совокупная оценка |
| Источник             | Оценка            |
| -------------------- | ----------------- |
| Metacritic           | (64/100)          |
| Оценки критиков      |                   |
| Источник             | Оценка            |
| Allmusic             | [ 2 ]             |
| Sleaze Roxx          | [ 3 ]             |
| The New Review       | [ 4 ]             |
| They Will Rock You   | [ 5 ]             |
| Hard Rock Hideout    | [ 6 ]             |
| Rock Sound           | [ 7 ]             |
| OneMetal             | [ 8 ]             |
| Mojo Radio           | [ 9 ]             |
| SPIN                 | [ 10 ]            |
| Entertainment Weekly | C+                |
| Rolling Stone        | [ 12 ]            |

All Night Long — пятый студийный альбом американской хард-рок-группы Buckcherry, вышедший 3 августа 2010 года.

## Стиль, отзывы критиков
Стивен Томас Эрлевайн в своей рецензии на сайте Allmusic.com оценил диск в три балла из пяти и охарактеризовал его как «ещё один саундтрек к бесконечной вечеринке». По словам критика, альбом слушается гораздо легче, чем Black Butterfly, гитарные партии в композициях чуть сложнее, в музыке чувствуется влияние Aerosmith и AC/DC. Эрлевайн особо отметил песни «All Night Long» и «It’s a Party», сочтя их отличным выбором для открытия альбома.

## Список композиций
| №   | Название                     | Длительность |
| --- | ---------------------------- | ------------ |
| 1.  | «All Night Long»             | 3:54         |
| 2.  | «It's a Party»               | 3:44         |
| 3.  | «These Things»               | 3:52         |
| 4.  | «Oh My Lord»                 | 3:38         |
| 5.  | «Recovery»                   | 3:01         |
| 6.  | «Never Say Never»            | 3:43         |
| 7.  | «I Want You»                 | 3:43         |
| 8.  | «Liberty»                    | 4:16         |
| 9.  | «Our World»                  | 3:50         |
| 10. | «Bliss»                      | 3:56         |
| 11. | «Dead»                       | 5:24         |
| 12. | «Lonely» (Japan bonus track) | 3:14         |

| №   | Название                  | Длительность |
| --- | ------------------------- | ------------ |
| 12. | «These Things» (Acoustic) | 3:58         |
| 13. | «Fire Off Your Guns»      | 3:46         |
| 14. | «Black Butterfly»         | 3:47         |
| 15. | «King of Kings»           | 4:49         |
| 16. | «My Friend»               | 3:58         |
| 17. | «Grace»                   | 4:20         |

## Участники записи
- Джош Тодд — вокал
- Кит Нильсон — гитара, бэк-вокал
- Стиви Ди — гитара, бэк-вокал
- Джимми Эшхёрст — бас-гитара, бэк-вокал
- Хавьер Мюриэль — ударные, перкуссия